# Demasiado ego
Demasiado ego es el cuarto álbum en vivo de la etapa solista del músico argentino Charly García. Fue grabado en vivo el 27 de febrero de 1999 ante unas 362 000 personas según cifras oficiales, convocatoria récord en Argentina. Conviene destacar que días antes del concierto, García anunció que arrojaría muñecos desde un helicóptero conmemorando los tristemente célebres "Vuelos de la muerte" (técnica de asesinato utilizada por el gobierno militar argentino desde 1976 a 1983). Esta decisión lo llevó a una serie de discusiones con la organización de derechos humanos Madres de Plaza de Mayo. Finalmente, decidió no realizar tan polémico acto, aunque en el disco han sido agregados los sonidos de helicóptero antes de los temas "Cerca de la revolución" y "El show de los muertos".

## Grabación y lanzamiento
El marco de este registro fue la presentación del 29 de febrero de este año, como parte del ciclo “Buenos Aires Vivo 3”, ante 250 000 espectadores aproximadamente. Ese recital, transmitido en versión editada por Azul Televisión, configuró una especie de mutuo homenaje entre el músico y su público. Si bien el recital duró 3 horas, sólo se seleccionaron 18 canciones para el álbum, incluyendo algunas canciones de su etapa con Sui Generis y varios de sus temas emblemáticos como solista.
El arte de Demasiado ego mezcla instantáneas del concierto multitudinario con una cuidadosa producción en estudios. La tapa del disco número 31 en la carrera de García tiene una advertencia graciosa ("Parental Advisory") sobre las letras escandalosas, como suele hacerse en Estados Unidos. En el arte del disco también se hace referencia a la polémica que se originó cuando Hebe de Bonafini, activista de las Madres de Plaza de Mayo, forzó a García a desistir de un intento de homenajear durante este concierto a los desaparecidos, en el que el músico planeaba arrojar muñecos desde helicópteros. En el párrafo con que presenta a las Madres sobre el escenario (en una broma de gusto excéntrico, antes del tema “Kill My Mother”), en la selección de recortes sobre el espectáculo incluidos en el sobre interno del disco sobresale una nota de Página/12 con una foto que marca su abrazo con Hebe, en el sordo rumor de helicópteros que suena apenas iniciada la audición.
El disco es el primero de García para la discográfica Universal, después del final de sus relaciones con la anterior, Sony. Curiosamente, para la compañía que Universal absorbió en 1998, Polygram, García había hecho el disco en dúo con Mercedes Sosa Alta fidelidad.

## Lista de canciones
Todas las canciones escritas y compuestas por Charly García, excepto donde se indica. La canción 6 es una adaptación de Javier Calamaro de "Sweet Home Alabama" (E. King/R. Van Zant/G. Rossington). 
| N.º   | Título                                                                         | Duración |  |
| 1.    | «Sarabande» (G. F. Haendel)                                                    | 0:53     |  |
| 2.    | «Cerca de la revolución»                                                       | 5:48     |  |
| 3.    | «Música de fondo para cualquier fiesta animada»                                | 4:05     |  |
| 4.    | «Los dinosaurios»                                                              | 4:05     |  |
| 5.    | «Canciones de jirafas»                                                         | 1:31     |  |
| 6.    | «Sweet Home Buenos Aires» (E. King/R. Van Zant/G. Rossington/Arr.:J. Calamaro) | 5:28     |  |
| 7.    | «Pasajera en trance»                                                           | 3:17     |  |
| 8.    | «Kill My Mother»                                                               | 6:15     |  |
| 9.    | «El show de los muertos»                                                       | 5:12     |  |
| 10.   | «Chipi Chipi»                                                                  | 2:54     |  |
| 11.   | «Nos siguen pegando abajo (pecado mortal)»                                     | 3:20     |  |
| 12.   | «No llores por mí, Argentina»                                                  | 3:17     |  |
| 13.   | «Demoliendo hoteles»                                                           | 5:06     |  |
| 14.   | «No toquen»                                                                    | 4:37     |  |
| 15.   | «Hablando a tu corazón»                                                        | 4:37     |  |
| 16.   | «Alguien en el mundo piensa en mí»                                             | 3:06     |  |
| 17.   | «El aguante»                                                                   | 3:13     |  |
| 18.   | «It's Only Love» (Lennon/McCartney)                                            | 4:44     |  |
| 71:28 |                                                                                |          |  |

## Músicos
- María Gabriela Epumer: Guitarra y voz.
- Mario Serra: Batería.
- Diego Dubarry: Bajo y teclados.
- Mariela Chintalo: Saxo y voz.
- Érica Di Salvo: Violín.
- Ulises Di Salvo: Violonchelo.
- Charly García: Teclados, guitarra y voz

## Invitados
- Fabiana Cantilo: Voz en "Demoliendo hoteles".
- Nito Mestre: Voz en "El show de los muertos" y en "Música de fondo para cualquier fiesta animada".
- Javier Calamaro: Guitarra y voz en "Sweet home Buenos Aires".

## Certificaciones y ventas
| Territorio | Organismo certificador | Certificación | Ventas certificadas | Ref.  |
| ---------- | ---------------------- | ------------- | ------------------- | ----- |
| Argentina  | CAPIF                  | Oro           | 50 000              | [ 2 ] |